# Going the Distance (1979)
Going the Distance ist ein kanadischer Dokumentarfilm über die XI. Commonwealth Games 1978 in Edmonton. Der 1979 erschienene Film von Paul Cowan war der offizielle Film der Spiele. Die von Jacques Bobet und Robert Verrall für das National Film Board of Canada produzierte Dokumentation  wurde 1980 für den Oscar für den besten Dokumentarfilm nominiert.

## Inhalt
Going the Distance porträtiert acht der an den Commonwealth Games teilnehmenden Athleten – von den Vorbereitungen in ihren Heimatländern bis zur Teilnahme an den Spielen. Michael Kane begleitet die englische Ausgabe des Filmes mit seinem Kommentar, Jacques Fauteux die französische Fassung. Vorgestellt werden die Kanadier John Raftery (Boxen), Monica Goermann (Gymnastik), Linda Cuthbert (Tauchen) und Janet Nutte (Tauchen), der Neuseeländer Precious McKenzie (Gewichtheben), die Kenianerin Wayua Kiteti (3000-Meter-Lauf), der Brite Geoff Capes (Kugelstoßen), der Tansanier Filbert Bayi (1500-Meter-Lauf) und der Radrennfahrer Steve Joughin von der Isle of Man.

## Produktion
Paul Cowan hatte eine intimere Perspektive für seine Darstellung der Commonwealth Games gewählt und griff auf seine Erfahrungen in der Sportberichterstattung zurück, indem er auch selbst filmte.

## Rezeption
Bei der Oscarverleihung 1980 war der Dokumentarfilm nominiert. Paul Cowan und Jacques Bobet mussten sich aber Ira Wohl für ihren Film Best Boy geschlagen geben.